# Josef Georg Németh
Josef Georg Németh (* 20. April 1831 in Szegedin, Ungarn; † 12. November 1916 in Timișoara, Rumänien) war von 1874 bis 1916 Weihbischof in Ungarn.
Nach dem Abitur studierte er Theologie und Philosophie und wurde am 24. August 1854 zum Priester geweiht. Noch in seiner Studentenzeit kämpfte er 1848–49 auf Seiten der ungarischen Revolution. Nach einer Kaplanszeit und seiner Tätigkeit in der Pfarrseelsorge wurde er 1871 in das Domkapitel berufen und zum Generalvikar ernannt. Am 16. Januar 1874 wurde er zum Weihbischof in Tschanad bestellt und zum Titularbischof von Isaura ernannt. Am 13. März 1879 wurde er auch Weihbischof in Skopje. Vom 10. August 1905 bis 10. Mai 1908 hat er das Amt eines Apostolischen Administrators in Tschanad angenommen. Die Stadt Timișoara (Temeswar) ernannte ihn 1908 zum Ehrenbürger. Den Ehrentitel eines Päpstlichen Thronassistenten verbunden mit dem Titel eines "Grafen von Rom" erhielt er 1910 von Papst Pius X., der ihn auch zum Päpstlichen Prälaten ernannte. Seine letzte Ruhestätte fand er in der Krypta des Doms zu Timișoara.